# Robert Mitchum
Robert Charles Durman Mitchum (født 6. august 1917, død 1. juli 1997) var en amerikansk skuespiller og sanger. Han er mest husket for sine roller i flere store film i film noir-genren og betragtes som foregangsmand til den almindelige udbredelse af anti-helte film i løbet af 1950'erne og 1960'erne.

## Opvækst og karriere
Han blev født i Bridgeport, Connecticut. Han blev faderløs allerede, da han var 18 måneder, da hans far blev knust til døde under en skibsværftsulykke. Robert havde en rodløs barndom og endte tit i ballade, og derfor blev han som 12-årig sendt til Felton, Delaware for at bo hos sine bedsteforældre. Her blev han indenfor et år smidt ud af skolen og flyttede et år efter i 1930 ind hos sin ældre søster, Julie (oprindelig Annette) Mitchum, i New Yorks Hell's Kitchen. 
Efter endnu en gang at blive smidt ud af skolen forlod han sin søster og tog derefter rundt i USA og havde en mængde forskellige job bl.a. som grøftegraver, kulminegraver og bokser. Efter en masse ballade og en anholdelse for løsgængeri og efterfølgende straffearbejde, lykkedes det ham at flygte, og han vendte hjem til familien i Delaware.
Her mødte han gang kvinden som han senere giftede sig med, Dorothy Spence, men hurtigt vendte han tilbage på landevejene og tog til Californien. Her boede han igen hos sin søster og snart kom resten af familien Mitchum også dertil. Det var søsteren, Julie, som overbeviste Robert om at begynde i det lokale teater. Her medvirkede han flere gange både foran og bag scenen. 
I 1940 tog han tilbage til Delaware og giftede sig med Dorothy Spence, som han tog med til Californien. Da de fik deres første barn, fik han fast arbejde som maskinoperatør hos flyproducenten Lockheed Aircraft Corporation. Et nervøst sammenbrud fik ham dog på andre tanker, og han begyndte at søge arbejde som skuespiller og statist i film. Han kom med i en serie B-film-westerns og han spillede tit skurk i løbet af 1942 og 1943.
Han fik sit store gennembrud i 1945 som officeren Bill Walker i Krigskorrespondenten. I 1946 blev filmen nomineret til 4 Oscars og Robert blev nomineret til bedste mandlige birolle, men vandt dog ikke. Han blev hurtigt meget populær – den kraftfulde, nonchanlante helt med søvnige øjne, som egentlig skyldtes kronisk søvnløshed og en skade han havde fået som bokser.
Blandt hans mest mindeværdige roller finder er som Jeff Bailey i Out of the Past fra 1947, Harry Powell i Kludedukken (orig. The Night of the Hunter) fra 1955, Max Cady i Cape Fear fra 1962 og samme år som brigadegeneral Norman Cota i storfilmen Den længste dag. I nyere tid havde han stor succes i tv-miniserierne Europa i flammer fra 1983 og efterfølgeren Verden i flammer fra 1988.
Robert Mitchum døde i 1997 som 79 årig af lungekræft og lungeemfysem.[kilde mangler]